# Mihai Iliescu (bober)
Aurel Mihai Iliescu (n. 25 iulie 1978, Slănic, județul Prahova) este un bober român, care a concurat în cadrul competițiilor de bob în perioada 1998-2006.
El a făcut parte din echipa României ca pilot de bob la Jocurile Olimpice de la Torino (2006), la care a obținut locul 26 în proba de bob - 2.
La Campionatele Mondiale, cea mai bună clasare a lui Mihai Iliescu a fost locul 21 la bob - 4 la competiția de la Calgary (2005).
Iliescu s-a retras din activitatea sportivă după Jocurile Olimpice din 2006.